# عبد القادر هوامل
عبد القادر هوامل (1936 - 2018)، ولد الفنان هوامل في 17 أغسطس 1936 في نقاوس في ولاية باتنة، الجزائر، وتوفي يوم الأربعاء 11 يوليو 2018 في روما بإيطاليا، هو رسام من الجزائر، وتُذكر سيرته باعتباره واحدًا من رواد حركة الفن الحديث في الجزائر، بدأ الرسم في سن 17 عامًا، ثم انضم إلى جيش التحرير الوطني الجزائري خلال ثورة التحرير الجزائرية و بعد ذلك توجه إلى تونس، ثم استقر في إيطاليا منذ عام 1961 وذلك بعد أن حصل على منحة للدراسة.

## السيرة الذاتية
عبد القادر من مواليد مدينة نقاوس بباتنة، وفي الفترة ما بين 1955 إلى 1960 كان عضوًا نشطًا في الكفاح ضد الاستعمار الفرنسي  وانضم إلى جيش التحرير الوطني الجزائري. بدأ في وقتٍ مُبكر في فن الرسم، حيثُ كان لديه 17 عامًا فقط.
في عام 1961، حصل على منحةٍ دراسية في أكاديمية الفنون الجميلة في روما ونال منها شهادة الماجستير، قرر عبد القادر البقاء في إيطاليا وانتخب لأكاديمية تبرين في روما.
أقام عبد القادر معارضًا في تورنتو الكندية والرباط وتونس وغيرها، كما حصل على جوائز دولية كجائزة سان فيتو رومانو الأولى، بعد مشاركته في بينال القاهرة حصل على الميدالية البرونزية وكُرمَ من قبل رئيس الجمهورية الجزائرية سنة 1972، ويعد من أعمدة الساحة التشكيلية بالجزائر وبمنطقة الأوراس. بمناسبة اليوم الوطني للفنان كُرمَ بوسام الاستحقاق في 8 يونيو 2000 بوهران، وفي 5 يوليو 2002 توج بميدالية مُنحت له من طرف وزارة الثقافة الجزائرية.